# 경보 즉시 발사

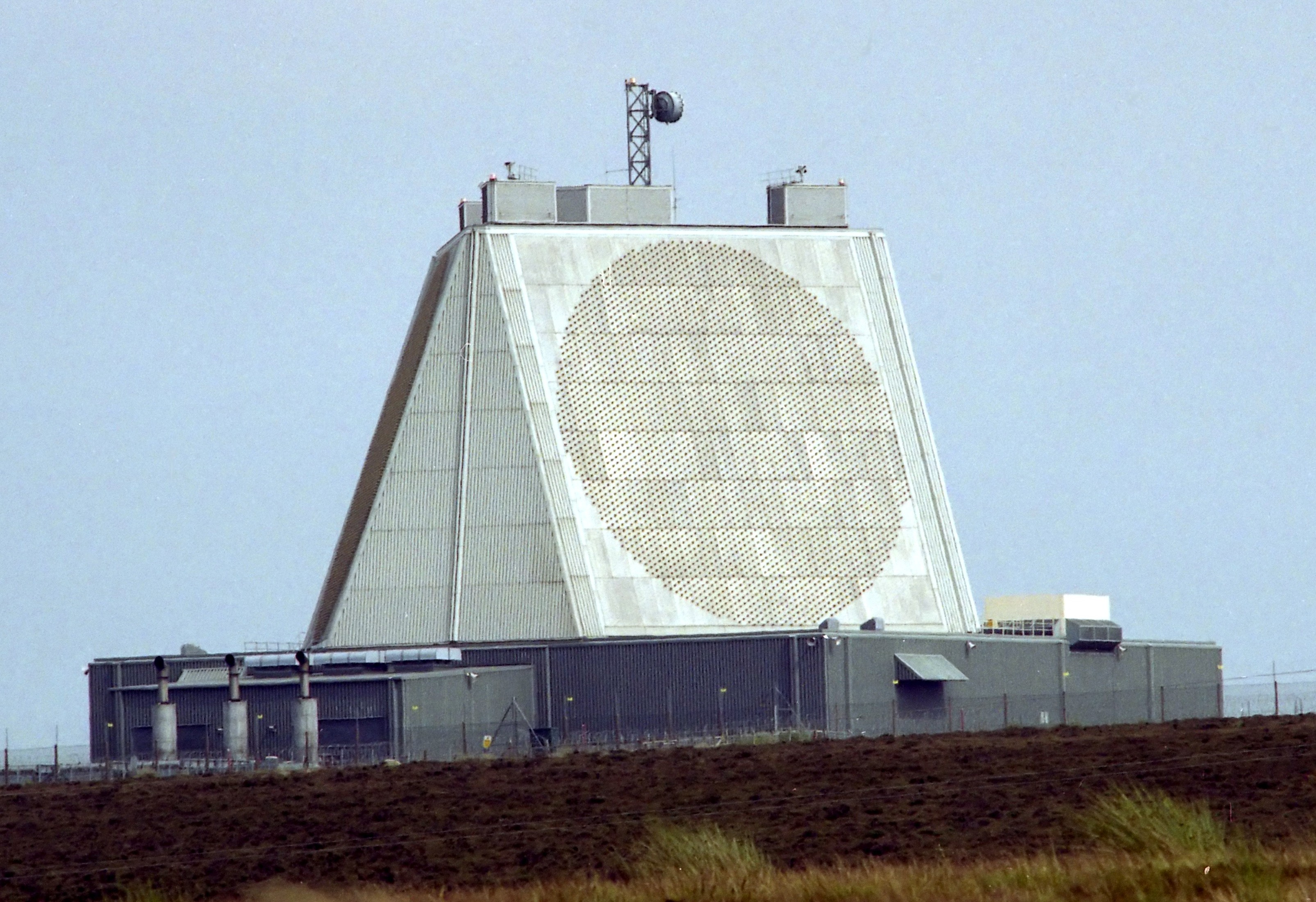
영국 파일링데일스 공군기지의 AN/FPS-132 레이다. 3면으로 되어 120도씩 360도를 감시한다.

경보 즉시 발사(警報 卽時 發射, 영어: launch on warning, LOW)는 냉전 당시 미국과 소련의 핵전략이다. 적의 대륙간탄도미사일(ICBM) 발사를 감지한 즉시 대응 ICBM을 발사하겠다는 핵무기 전략으로서, 상호확증파괴(MAD) 전략의 필수적인 내용이다.

## 역사
경보즉시발사는 조기경보레이다가 적의 핵미사일 발사와 접근을 경보하면, 그 즉시 지상배치 핵미사일을 적국으로 발사하는 개념이다. 핵미사일인지 여부는 지상에서 핵폭발을 해봐야 최종적으로 확인할 수 있지만, 그러면 이미 아군 핵미사일이 다 파괴된 후여서 상호확증파괴가 불가능해진다. 따라서, 레이다가 경보를 발령하면, 핵미사일인지 100% 확인을 하지 않고, 추정을 하여, 바로 아군의 모든 지상배치 핵미사일을 발사한다.
2016년 6월 22일 미 정치전문매체 폴리티코는 오바마 대통령이 백악관을 떠나기 전에 핵무기 전략의 혁명적인 변화를 추진하고 있다고 보도했다. 선제 불사용(en:No first use)과 함께 경보즉시발사 폐기(No Launch on warning)가 핵 정책 변화의 양대 축이라고 설명했다.
2016년 7월 오바마 대통령은 두 차례 NSC 회의에서 핵 선제 사용 원칙을 폐기하는 문제를 안건으로 올렸다. 각료들이 크게 반발해 무산되었다.

## 미니트맨
미국은 지하 사일로에서 발사되는 미니트맨 미사일 450기를 배치중이다. 미니트맨은 경보즉시발사 상태를 유지하고 있다. 2016년 9월 5일 경보즉시발사 상태로 유명한 미니트맨 미사일을 북한 방향으로 시험발사했다. 9일 북한이 5차 핵실험으로 응답했다.
페이브 포스 등의 조기경보레이다에서 적의 핵미사일을 탐지해 경보가 발생하면, 즉시 핵미사일을 발사한 적국을 좌표 입력해 미니트맨이 발사된다. 문제는, 이것이 핵미사일이 정확히 맞는지 아닌지를 알 수는 없다는 점이다.
러시아는 보로네시 등의 조기경보레이다를 설치해 경보즉시발사 상태를 유지하고 있다.

## 중국
중국이 핵탄두와 탄도 미사일을 분리해놓은 상태에서 '경보 즉시 발사'가 가능한 상태로만 바꿔도 미국을 긴장시킬 수 있다. 현재 미국을 겨냥해 이 태세를 유지하고 있는 나라는 러시아밖에 없다. 오바마 대통령이 선제불사용, 경보즉시발사 폐기를 추진한다는 것은, 중국처럼 핵탄두와 미사일을 분리해서 보관하겠다는 의미일 수 있다.

## 같이 보기
- 상호확증파괴
- 제1격
- en:No first use
- 제2격